# Scytodes mangabeiras
Espèce
Scytodes mangabeiras est une espèce d'araignées aranéomorphes de la famille des Scytodidae.

## Distribution
Cette espèce est endémique du Minas Gerais au Brésil,. Elle se rencontre vers Belo Horizonte, Diamantina, Sete Lagoas et Ouro Preto.

## Description
Le mâle holotype mesure 4,1 mm.

## Étymologie
Son nom d'espèce lui a été donné en référence au lieu de sa découverte, le parc des Mangabeiras.

## Publication originale
- Rheims & Brescovit, 2009 : New additions to the Brazilian fauna of the genus Scytodes Latreille (Araneae: Scytodidae) with emphasis on the Atlantic Forest species. Zootaxa, no 2116, p. 1-45.